# 婚禮演奏
婚禮演奏，或稱婚禮奏樂，指在婚禮各種儀式當中以及婚禮場地的音樂演奏。其目的是增加婚禮的愉快氣氛以及娛樂迎來臨婚禮的各賓客。婚禮進行曲則專指新人在行正式婚禮時所奏的音樂。

## 傳統婚禮中的婚禮演奏

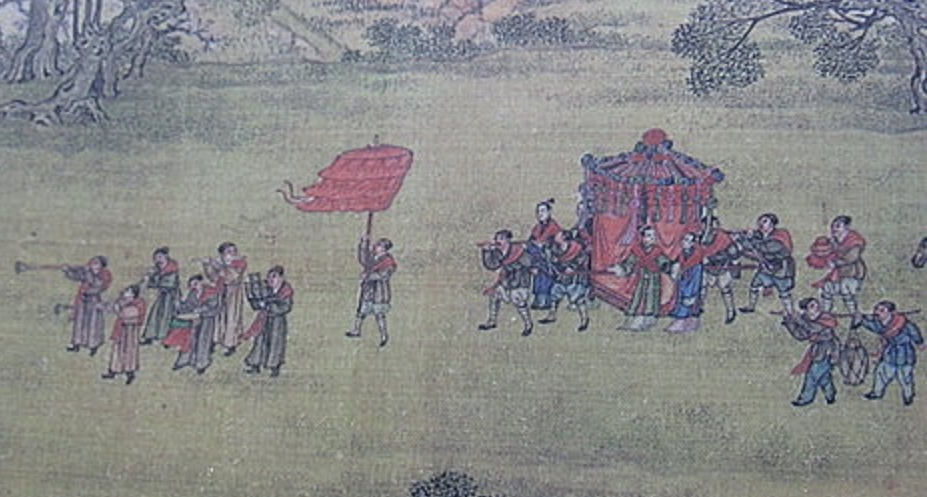
《清明上河圖》中的迎親隊伍有奏樂

### 東亞
東亞傳統婚禮以六禮為本，其中正婚禮的親迎隊伍出發到新娘家時往往會奏樂，而新郎到女家迎親後與新娘返回男家或到結婚場地行禮的途中，婚禮隊伍也會奏樂。婚禮奏樂的習俗源自中國漢朝，在先秦時期根據《周禮》，婚禮並不奏樂。至漢宣帝時期，漢宣帝認為婚姻之禮會設酒食宴會，應該行禮樂，自此才有婚禮奏樂的習俗。後來婚禮奏樂的習俗隨著中華婚禮習俗傳播至漢字文化圈其他地區。

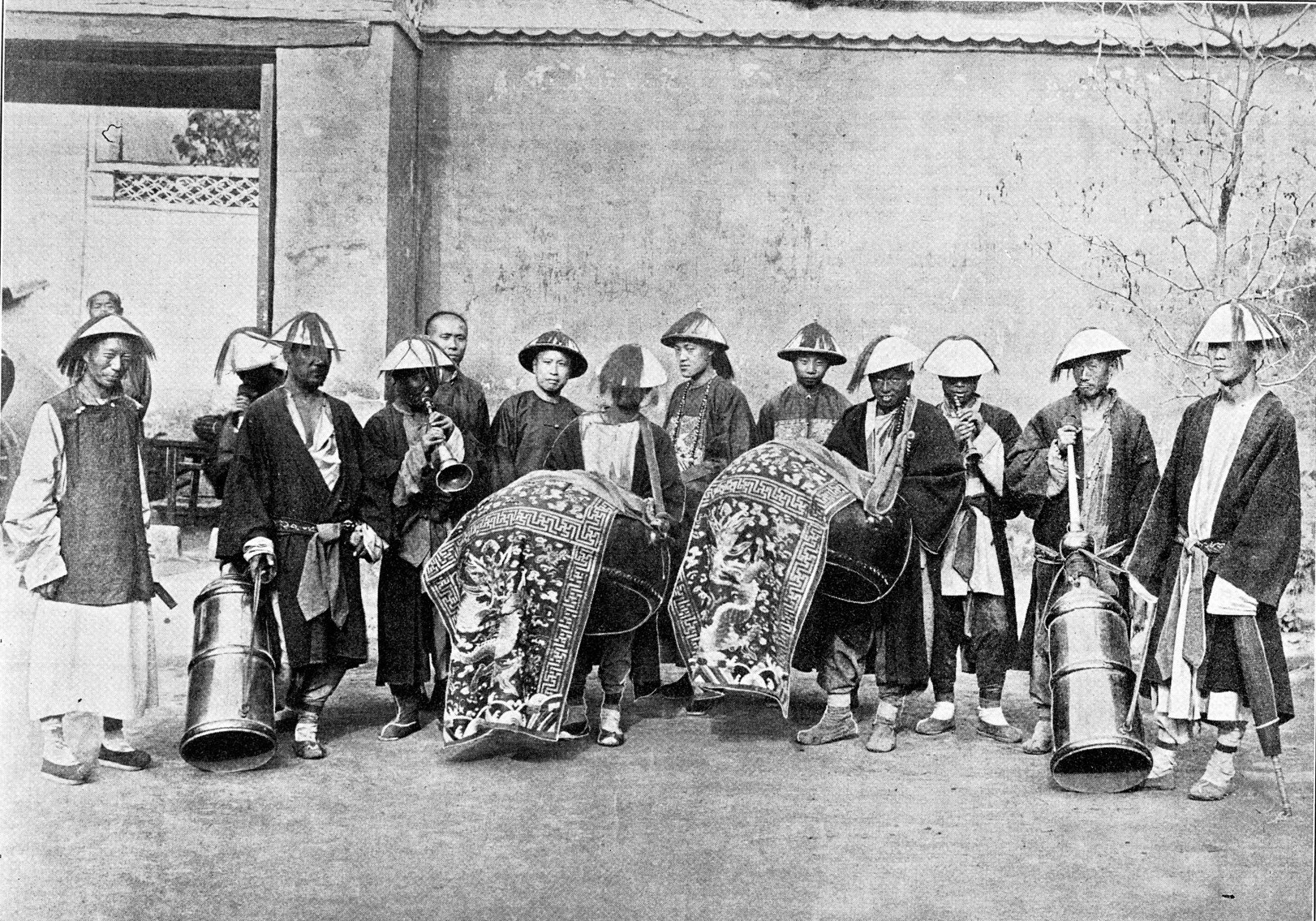
清代婚禮中的樂隊
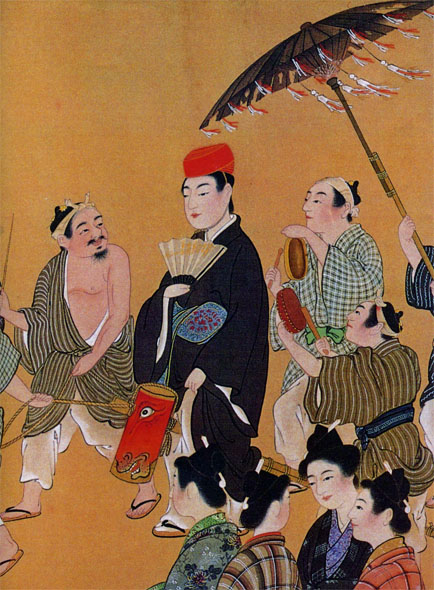
琉球士族婚禮親迎隊伍中有樂手奏樂

### 西方
西方基督教婚禮中在婚禮舉行前、新人進場以及簽署結婚證書後都會奏樂。後來無宗教的婚禮也依照這種流程奏樂。

## 現代婚禮中的演奏
因為在一般情況下，賓客都會提早到場，而婚禮的主角卻在作各種準備，不能分身招呼賓客。這時候，擔任演奏的樂隊，便要擔當起娛樂賓客的角色，讓他們有被重視的感覺。
在廣東、香港，婚宴入席後上乳豬前會奏樂。